# Michael (football)
Pour les articles homonymes, voir Michael.
Michael Jefferson Nascimento dit Michael est un footballeur brésilien né le 21 janvier 1982. Il évolue au poste de milieu offensif.

## Palmarès
- Vainqueur de la Coupe du Brésil en 2002 avec les Corinthians
- Champion de l'État du Goiás en 2004 avec le CRAC